# Денис Суарез
Денис Суарез Фернандез (шп. Denis Suárez Fernández; 6. јануар 1994) шпански је фудбалер који игра на позицији везног играча и тренутно наступа за Селту.